# Assita Toure
Assita Toure (sinh ngày 24 tháng 11 năm 1992) là một vận động viên bơi lội người Bờ Biển Ngà. Cô được sinh ra ở Treichville. Cô đã tham dự Thế vận hội Mùa hè 2012 tại London.